# Jonathan, sulle tracce dell'avventura
Jonathan, sulle tracce dell'avventura era un programma televisivo ideato e condotto da Francesca Fogar dal 2007 al 2010. Si tratta di una rivisitazione del programma del padre, Jonathan - Dimensione avventura, precursore in Italia di tutto il filone ora molto apprezzato sui documentari e le trasmissioni con tematiche ambientali; a vent'anni di distanza Francesca ripropone le stesse tematiche del padre. 

## Il programma
Il programma è andato in onda dal 2007 al 2010 su Iris, il canale free del digitale terrestre di Mediaset, dal lunedì al venerdì, prima alle 12:15 am, orario spostato successivamente alle 11:30 am.
Francesca Fogar rivive le imprese del padre, durante il programma vengono anche riproposti documentari e filmati realizzati dal padre con la sua troupe.
Francesca rilegge il diario di viaggio del padre, imprese alle quali ha assistito da bambina e da ragazza, ora le racconta al pubblico con gli occhi di una donna matura. Vengono ripercorse le varie imprese che hanno portato il pubblico a conoscere luoghi selvaggi del mondo e popolazioni, forse oggi scomparsi a causa del progresso. 
Vari gli incontri e le interviste fatti a uomini come Cesare Maestri, Reinhold Messner, Jacques Mayol, Enzo Maiorca e tanti altri.
Oggi il programma viene riproposto durante l'era della tecnologia e di Internet, era, quindi, in cui è possibile esplorare ogni angolo del mondo in modo virtuale, ciò nonostante Ambrogio Fogar non disponendo di tali tecnologie riuscì a descrivere e documentare in maniera attuale le sue imprese.
Il simbolo del programma rimane lo stesso usato dal padre in Jonathan, dimensione avventura: si tratta di un gabbiano bianco, Jonathan, simbolo di libertà.